# SV Adorf/Erzgebirge
Der SV Adorf/Erzgebirge ist ein Sportverein aus dem Ortsteil Adorf der Gemeinde Neukirchen/Erzgeb. im Erzgebirgskreis in Sachsen. Der Verein besitzt unter anderem Sparten für Fußball, Billard, Gymnastik, Pferdesport, Tischtennis und Volleyball.

## Geschichte
In der sächsischen Gemeinde Adorf/Erzgeb. wurde 1869 der Turn- und Sportverein (TuS) Adorf gegründet, der zunächst hauptsächlich ein Turnverein war. Nach der Auflösung aller Vereine durch die sowjetische Besatzungsmacht bildete sich 1945 als Nachfolgeverein die Sportgruppe (SG) Adorf, aus der am Ende der 1940er Jahre die Betriebssportgemeinschaft (BSG) Traktor Adorf wurde. 1990 entstand aus der BSG Traktor Adorf der heutige Sportverein.

## Fußballabteilung
In der Saison 1946/47 spielte die SG Adorf im sächsischen Fußballbezirk Chemnitz in der Kreisliga Chemnitz, die damals zur höchsten Ligenebene in der Sowjetischen Besatzungszone gehörte, und belegte den 9. Platz. In der folgenden Saison 1947/48 belegte die SG wieder den 9. Platz. Diese Platzierung reichte jedoch nicht für die Qualifikation zur Bezirksliga Chemnitz der Folgesaison. In der Folgezeit spielten die Adorfer Fußballer nur noch unterklassig, bis 1973 der Fußballbetrieb der BSG Traktor Adorf eingestellt wurde. Nach der Wende betrieb der SV Adorf wieder eine Fußballabteilung. Bis 2012 pendelte die Herrenmannschaft des Vereins zwischen der Kreisliga und der 1. Kreisklasse Stollberg. Seit 2012 spielt der SV Adorf/Erzegebirge ununterbrochen in der Kreisoberliga Chemnitz.
In der Saison 2018/2019 gewann der Verein den Kreispokal im Fußballkreis Chemnitz.